# Ergasilus divergens
Ergasilus divergens is een eenoogkreeftjessoort uit de familie van de Ergasilidae. De wetenschappelijke naam van de soort is voor het eerst geldig gepubliceerd in 1914 door Kokubo.